# Graphe arête-connexe
 (juillet 2025).
Si vous disposez d'ouvrages ou d'articles de référence ou si vous connaissez des sites web de qualité traitant du thème abordé ici, merci de compléter l'article en donnant les références utiles à sa vérifiabilité et en les liant à la section « Notes et références ».
En théorie des graphes, un graphe k-arête-connexe est un graphe connexe qu'il est possible de déconnecter en supprimant k arêtes et tel que ce k soit minimal. Il existe donc un ou plusieurs ensembles de k arêtes dont la suppression rende le graphe déconnecté, mais la suppression de k-1 arêtes, quelles qu'elles soient, le fait demeurer connexe.
Un graphe régulier de degré k est au plus k-arête-connexe et k-sommet-connexe. S'il est effectivement k-arête-connexe  et k-sommet-connexe, il est qualifié de graphe optimalement connecté.
La connectivité des arêtes et l'énumération des graphes k -arêtes connectés ont été étudiées par Camille Jordan en 1869. 

## Exemples
- Pour tout n, le graphe complet Kn est optimalement connecté. Il est (n-1)-sommet-connexe, (n-1)-arête-connexe et (n-1)-régulier.
- Le graphe biparti complet K(1,n) est 1-arête-connexe pour tout n.
- Le graphe cycle Cn est 2-arête-connexe pour tout n>2.
- Le 110-graphe de Iofinova-Ivanov est 3-arête-connexe.
- Un graphe 2-arête-connexe est un graphe connexe sans isthme.

Le graphe de Gray est 3-régulier, 3-sommet-connexe et 3-arête-connexe : il est optimalement connecté.
Le graphe complet K5 est 4-arête-connexe.
Le graphe biparti complet K(1,7) est 1-arête-connexe.